# ショートショートの広場
『ショートショートの広場』（ショートショートのひろば）は、講談社から発行されているショートショート集である。なお、2009年刊行分から『ショートショートの花束』と改名。

## 概要
狭義には、1978年に「星新一ショートショート・コンテスト」として募集を開始し、マイナー・チェンジを繰り返しながら継続している講談社のショートショート・コンテスト入選作をまとめた、同社から刊行されている同題の単行本、および入選作家によるショートショート競作集「ホシ計画」をいう。1988年には一部の作品が、中華人民共和国の江西人民出版社にて翻訳もされた。
広義には、雑誌掲載のみで単行本に収められなかった入選作、および「小説現代」誌、「奇想天外」誌（休刊）、「ショートショートランド」誌（休刊）、「IN★POCKET」誌、「メフィスト」誌にて行われている入選作家によるショートショート競作、さらに1980年にNHKラジオ第1放送にて、1990年にJ-WAVEにて、番組内で朗読された入選作も含む。

## 刊行一覧

### 星新一編
- 「ショートショートの広場」（旧版）（表紙＝すずき大和）（講談社・1979年）
- 「ショートショートの広場2」（旧版）（表紙＝司修）（講談社・1980年）
- 「ショートショートの広場3」（旧版）（表紙＝長谷川集平）（講談社・1981年）
- 「ショートショートの広場4」（旧版）（表紙＝飯野和好）（講談社・1982年）
- 「ショートショートの広場5」（旧版）（表紙＝真鍋博）（講談社・1983年）
- 「ショートショートの広場6」（旧版）（表紙＝おぼまこと）（講談社・1984年）
- 「ショートショートの広場 '85」（表紙＝桑原伸之）（講談社・1985年）
- 「ショートショートの広場 '86」（表紙＝かわぐちせいこ）（講談社・1986年）
- 「ショートショートの広場」（新版）（表紙＝長谷川集平）（講談社文庫・1988年）
- 「ショートショートの広場2」（新版）（表紙＝長谷川集平）（講談社文庫・1989年）
- 「ショートショートの広場3」（新版）（表紙＝長谷川集平）（講談社文庫・1991年）
- 「ショートショートの広場4」（新版）（表紙＝守谷信介）（講談社文庫・1992年）
- 「ショートショートの広場5」（新版）（表紙＝守谷信介）（講談社文庫・1994年）
- 「ショートショートの広場6」（新版）（表紙＝守谷信介）（講談社文庫・1995年）
- 「ショートショートの広場7」（表紙＝守谷信介）（講談社文庫・1992年）
- 「ショートショートの広場8」（表紙＝守谷信介）（講談社文庫・1994年）
- 「ショートショートの広場9」（表紙＝守谷信介）（講談社文庫・1995年）

### 阿刀田高編
- 「ショートショートの広場10」（講談社文庫・2000年1月）
- 「ショートショートの広場11」（講談社文庫・2000年8月）
- 「ショートショートの広場12」（講談社文庫・2001年）
- 「ショートショートの広場13」（講談社文庫・2002年）
- 「ショートショートの広場14」（講談社文庫・2003年）
- 「ショートショートの広場15」（講談社文庫・2004年）
- 「ショートショートの広場16」（講談社文庫・2005年2月）
- 「ショートショートの広場17」（講談社文庫・2005年12月）
- 「ショートショートの広場18」（講談社文庫・2006年）
- 「ショートショートの広場19」（講談社文庫・2007年）
- 「ショートショートの広場20」（講談社文庫・2008年）
- 「ショートショートの花束1」（表紙＝和田誠）（講談社文庫・2009年）
- 「ショートショートの花束2」（表紙＝和田誠）（講談社文庫・2010年）
- 「ショートショートの花束3」（表紙＝和田誠）（講談社文庫・2011年）
- 「ショートショートの花束4」（表紙＝和田誠）（講談社文庫・2012年）
- 「ショートショートの花束5」（表紙＝和田誠）（講談社文庫・2013年）
- 「ショートショートの花束6」（表紙＝和田誠）（講談社文庫・2014年）
- 「ショートショートの花束7」（表紙＝和田誠）（講談社文庫・2015年）

### その他
- 「ホシ計画」（表紙＝和田誠）（廣済堂文庫・1999年）
- 「外国微型小説訳書・日本 理想夫人」（中華人民共和国・江西人民出版社・1985年）

## 収録作の構成
星新一ショートショート・コンクール（1979年入選）
- 応募総数：5,433編…(1)
- 予選通過：約300編…(2)
- 「佳作入選」（星新一の選評なし）以上：45編…(3)
- 「佳作入選」（星新一の選評あり）以上：11編…(4)
- 「入選作」以上：10編…(5)
- 「優秀作」：3編…(6)
- (3)(4)(5)(6)は「ショートショートの広場」（旧版）に収録
- (5)(6)は「ショートショートの広場」（新版）に収録

星新一ショートショート・コンテスト（1980年入選）
- 応募総数：6,831編…(1)
- 予選通過：372編…(2)
- 「佳作入選」以上：73編…(3)
- 「入選作」（星先生の選評なし）以上：60編…(4)
- 「入選作」（星先生の選評あり）以上：16編…(5)
- 「優秀作」（小説現代に掲載なし）以上：12編…(6)
- 「優秀作」（小説現代に掲載あり）以上：6編…(7)
- 「最優秀作」：2編…(8)
- (4)(5)(6)(7)(8) は「ショートショートの広場2」（旧版）に収録
- (6)(7)(8) は「ショートショートの広場」（新版）に収録

第一回星新一ショートショート・コンテスト（1981年入選）
- 応募総数：5,225編…(1)
- 予選通過：254編…(2)
- 「入選作」以上：55編…(3)
- 「優秀作」以上：13編…(4)
- 「最優秀作」：3編…(5)
- (3)(4)(5) は「ショートショートの広場3」（旧版）に収録
- (4)(5) は「ショートショートの広場」（新版）に収録

星新一ショートショート・コンテスト '82（1982年入選）
- 応募総数：4,315編…･(1)
- 予選通過：269編…(2)
- 「選外佳作」以上：69編…(3)
- 「入選作」以上：54編…(4)
- 「優秀作」：12編…(5)
- (4)(5)は「ショートショートの広場4」（旧版）に収録
- (5)は「ショートショートの広場」（新版）に収録

星新一ショートショート・コンテスト '83（1983年入選）
- 応募総数：3,616編…(1)
- 予選通過：149編…(2)
- 「選外佳作」以上：79編…(3)
- 「入選作」以上：49編…(4)
- 「優秀作」以上：11編…(5)
- 「最優秀作」：1編…(6)
- (4)(5)(6) は「ショートショートの広場5」（旧版）に収録
- (5)(6) は「ショートショートの広場」（新版）に収録

星新一ショートショート・コンテスト '84（1984年入選）
- 応募総数：3,310編…(1)
- 予選通過：160編…(2)
- 「選外佳作」以上：67編…(3)
- 「入選作」以上：48編…(4)
- 「優秀作」以上：11編…(5)
- 「最優秀作」：1編…(6)
- (4)(5)(6) は「ショートショートの広場6」（旧版）に収録
- (5)(6) は「ショートショートの広場2」（新版）に収録

星新一ショートショート・コンテスト '85（1985年入選）
- 応募総数：2,715編…(1)
- 予選通過：151編…(2)
- 「選外佳作」以上：80編…(3)
- 「入選作」以上：49編…(4)
- 「優秀作」以上：12編…(5)
- 「最優秀作」：1編…(6)
- (4)(5)(6) は「ショートショートの広場 '85」に収録
- (5)(6) は「ショートショートの広場2」（新版）に収録

星新一ショートショート・コンテスト '86（昭和61年1986年入選）
- 応募総数：2,162編…(1)
- 予選通過：161編…(2)
- 「選外佳作」以上：63編…(3)
- 「入選作」以上：52編…(4)
- 「優秀作」以上：8編…(5)
- 「最優秀作」：1編…(6)
- (4)(5)(6) は「ショートショートの広場 '86」に収録
- (5)(6) は「ショートショートの広場2」（新版）に収録

## 年譜
- 1979年 -『星新一ショートショート・コンクール』の選考を務める。応募総数 5,433編、入選45編。賞は星新一との海外旅行（この回限り）。このコンクール（コンテスト）は、選者を阿刀田高に変え、マイナー・チェンジを繰り返しながら、現在でも継続中である。後に1980年までの作品の一部が、NHKラジオ第1放送にてラジオドラマになった。また、1983年までの作品の一部が、芥川龍之介、川端康成、吉行淳之介らの作品とともに、海外にて翻訳紹介もされた。
- 1980年 -『星新一ショートショート・コンテスト』の選考を務める。応募総数 6,831編、入選73編。
- 1981年 -『第一回星新一ショートショート・コンテスト』の選考を務める。第一回であるのは、発表舞台である『ショートショートランド』創刊に合わせたため。応募総数 5,225編、入選55編。この回から授賞式が行われる。会場は、東京・有楽町の交通大飯店。前年の入選者も一部参加。
- 1982年 -『星新一ショートショート・コンテスト '82』の選考を務める。応募総数 4,315編、入選54編。授賞式会場は、東京・有楽町の交通大飯店。
- 1983年 -『星新一ショートショート・コンテスト '83』の選考を務める。応募総数 3,616編、入選49編。授賞式会場は、東京・有楽町の交通大飯店。
- 1984年 -『星新一ショートショート・コンテスト '84』の選考を務める。応募総数 3,310編、入選48編。授賞式会場は、東京・有楽町の交通大飯店。
- 1985年 -『星新一ショートショート・コンテスト '85』の選考を務める。応募総数 2,715編、入選49編。授賞式会場は、東京・有楽町の交通大飯店。
- 1986年 -『星新一ショートショート・コンテスト '86』の選考を務める。応募総数 2,162編、入選52編。授賞式会場は、東京・有楽町の交通大飯店（と思われる）。前年までの入選者も一部参加。授賞式は、この回にて終了。
- 1986年 -『小説現代』10月号から『小説現代ショートショート・コンテスト』の選考開始。病気のための休止時期も含み、1996年12月号までが星新一の担当だった。